# Gustaf von Sivers
Karl Gustaf Emanuel von Sivers, född 18 maj 1884 i Eksjö stadsförsamling i Jönköpings län, död 4 maj 1957 i Västerleds församling i Stockholm, var en svensk företagsledare.

## Biografi
Gustaf von Sivers var son till stadsfogden i Sundsvall Johan Ulrik von Sivers och Welly Johanna, ogift Tesch. Han gjorde praktik i på trävarukontor i Sundsvall 1901–1902 och studerade vid Schartaus Handelsinstitut 1903. Han blev underlöjtnant i Positionsartilleriets reserv 1905. Gustaf von Sivers var anställd i trävaruagenturfirmor i Paris, London och Antwerpen 1906–1910 och drev egen trävaruagenturfirma i Helsingfors 1911–1915. Han studerade språk och handel i Moskva 1915–1916, bedrev bankirverksamhet i Stockholm 1917–1921 och var verkställande direktör i Tekniska Fabriken Bore Handels AB från 1922 som han grundat 1918. Senare grundade han också Gustaf von Sivers AB.
Han var 1909–1919 gift med Ingrid Maximiliana Strömberg (född 1882) från Finland och fick barnen Marguerite (1910–1999), Erik (1913–1967) och Bertil (1917–1986). Han gifte sig 1919 med Maj Ramström (1892–1923) och fick dotter Maud  och sonen Martin (1923–2015). Sedan gifte han sig 1924 med Vicky von Lütken (1900–1997) från Tyskland och fick barnen Björn (född 1925), Veronica (1927–2014), gift Lidén, och Sif  (född 1929), gift Flory. Han är farfar till Malou von Sivers. Han är begravd på Norra begravningsplatsen i Stockholm.